# 七堵調車場
七堵機務段（Qidu Rolling Stock Branch， Taiwan Railways Administration， MOTC.）設置於基隆市七堵區的臺灣鐵路公司（原臺灣鐵路管理局，略稱臺鐵或臺鐵局）七堵調車場內，入口標示牌為七堵調車場，由七堵車站管轄。早期為北臺灣的貨物列車編組站之一。在南港調車場因臺北鐵路地下化南港專案而停用貨場功能之後，將本站改建為西部幹線的對號列車整備及調度中心，新站場於2005年8月3日啟用。和樹林調車場為臺鐵於北北基地區（台北、新北市、基隆）主要的車輛基地。

## 概要
七堵調車場於1965年9月開始測量，1968年2月動工興建，1972年3月1日上午9時竣工啟用，主要負責貨物列車的貨場業務。因鐵路貨運量逐年減少，台鐵局於1980年6月1日將七堵由二等站升為一等站，辦理七堵調車場移交事項；8月1日，七堵調車場正式取消，並歸屬台北運務段管轄、七堵站兼管。1994年7月，調車方式改回平面調車作業，駝峰調車設備及控制號誌樓陸續拆除。
2005年8月3日，因應台北車站地下化工程而新建的新七堵調車場啟用，陸續替代南港調車場的客車調度及編組業務，同日起部分列車陸續改以七堵為終點站。在第一階段切換時，西部幹線的對號列車仍以松山為終點站，對號列車七堵至松山間空車迴送辦理，南下列車開始行經七堵新站，北上列車暫不變動，原七堵後站同日起一併停用，於8月底將站房拆除。
新站場啟用後，一直肩負西部幹線的車輛調度及整備業務重任至今。

## 駝峰調車設備
第一代七堵調車場完工時，採用1960年代最新的駝峰調車設備，在車場中間設置一座略高於地面的小丘，調車機車將列車推上坡頂後依序解聯，使車輛利用重力的溜放調車法駛入分類區。調車作業軌道設有自動分類裝置以及車輛自動減速器，能依車輛重量自動調整至其應行降低速度。號誌設備則集中於號誌樓內的表示盤，控制場內設備狀態及路線之應用情況，以利減少調車時必須進行多方聯繫之繁瑣作業。每日平均調度2400輛車，台鐵DLH100型柴電機車為專用調車車輛。1994年後，因轉型為客車調度及整備業務為主，遂陸續拆除駝峰調車相關設備。

## 配置車輛
七堵調車場主要配置的列車為推拉式自強號、莒光號列車及EMU900型電聯車，台鐵觀光列車、鳴日號列車在此整備調度。本站同時為新到車輛EMU900型和EMU3000型電聯車的整備調整訓練基地。
站場內現存停放各式以往車輛，包括EMU100型和EMU300型。台鐵文物特殊車輛台鐵花車由本站保存維護。
詳細車輛車型請參閱維基學院。

## 轄下及附屬單位
- 七堵機務段宜蘭機務分段
- 七堵機務段基隆機務分駐所[8][9]
- 臺北運務段基隆車班組七堵分班
- 臺北電務段七堵號誌分駐所
- 臺北電力段七堵電力分駐所
- 特種防護團七堵地區緊急應變小組

## 軼事
舊七堵機務段柴電機車維修車庫及駝峰調車場，曾用于拍摄1995年电影《特警急先锋》。

## 照片集

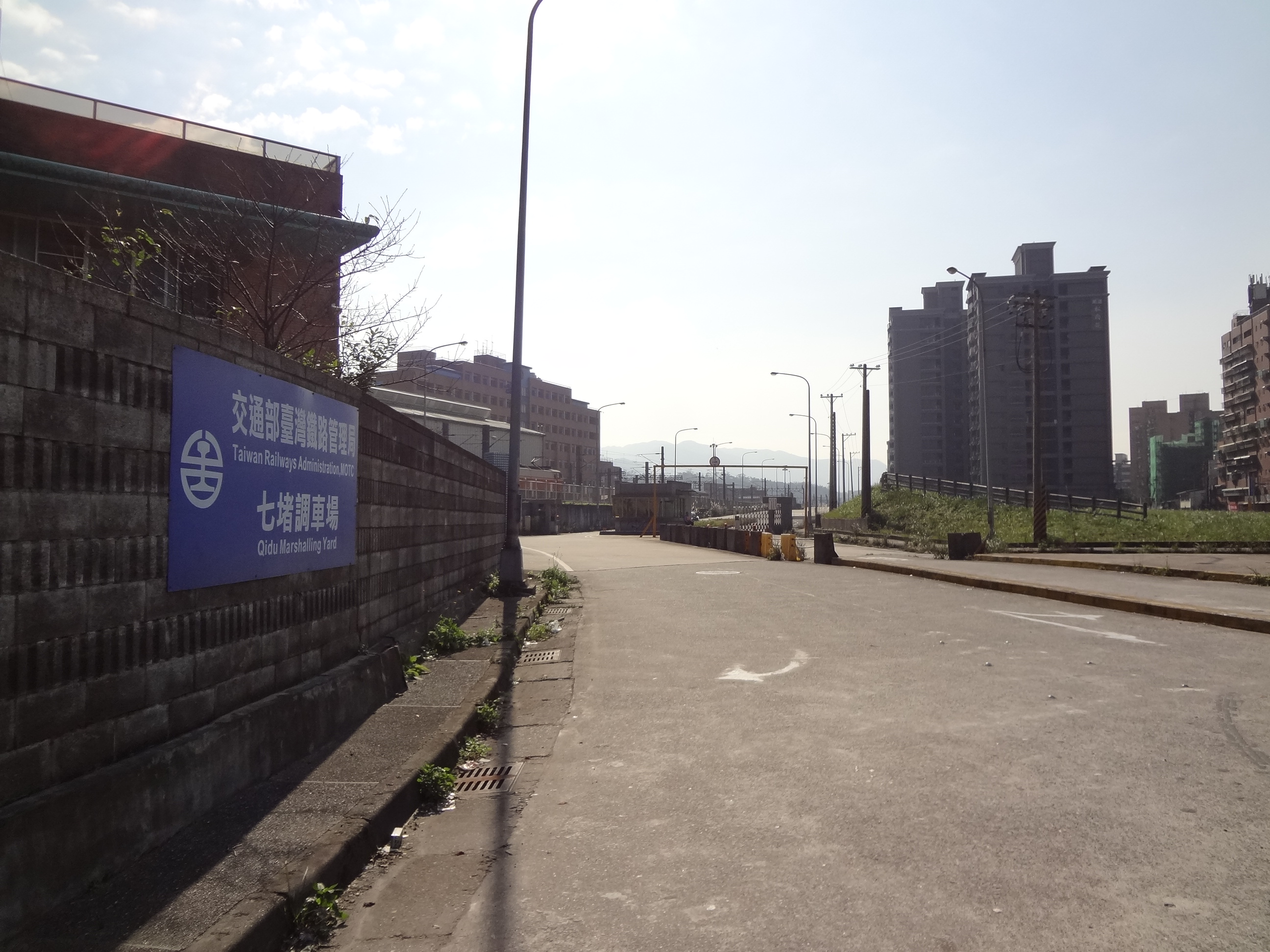
七堵調車場入口
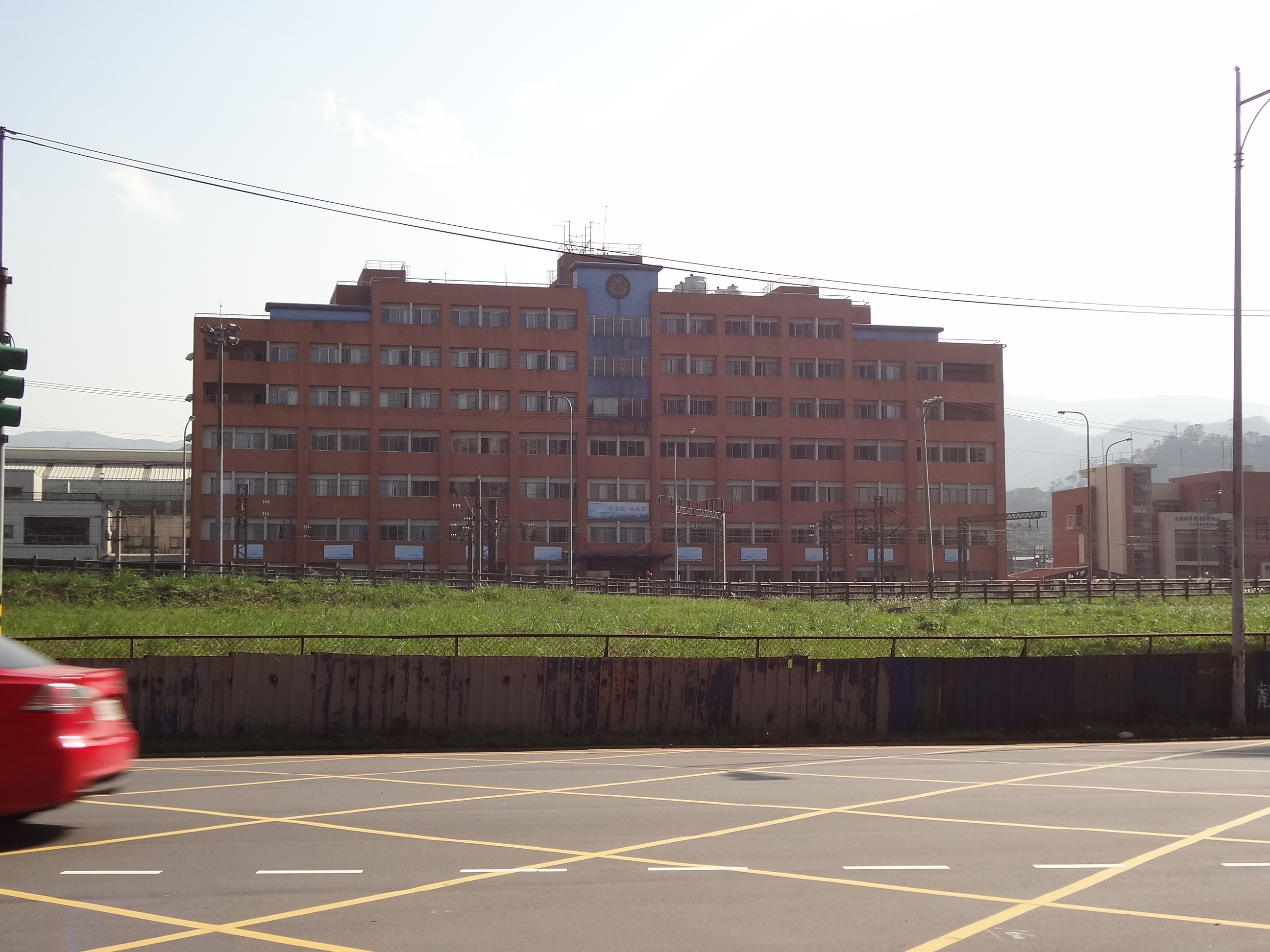
七堵機務段大樓
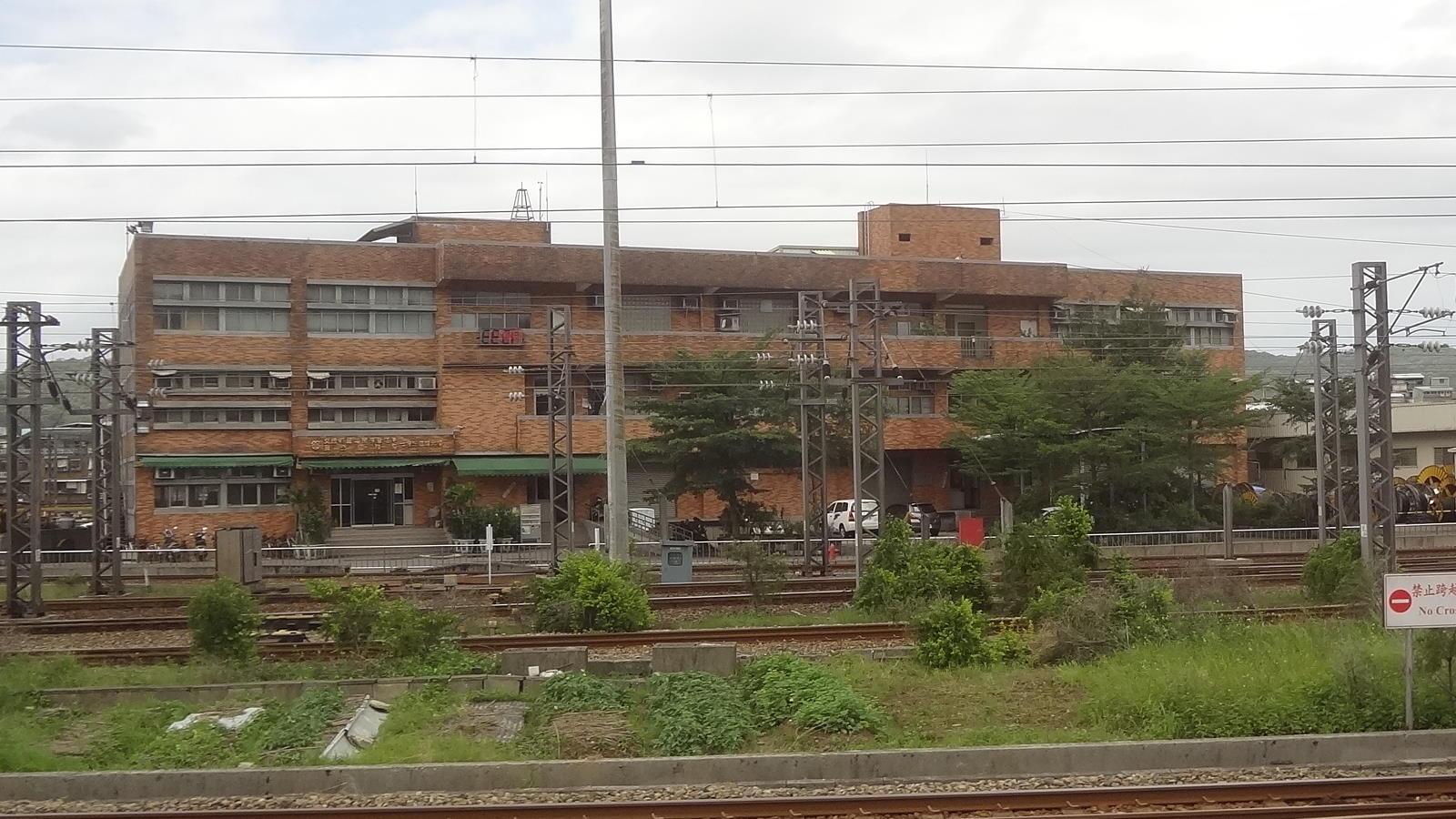
臺北運務段七堵站運轉大樓